# Sellő (település)
Sellő (Șirlău), település Romániában, a Partiumban, Szatmár megyében.

## Fekvése
Batarcstól északnyugatra fekvő település.

## Története
Sellő 1956 előtt Ugocsakomlóshoz tartozott. 1956-ban vált külön településsé.
1956-ban 336 lakosa volt. 2002-ben mind a 330 lakosa román volt.